# Srđan Jovanović
Srđan Jovanović (en serbio: Срђан Јовановић; Augsburgo, Alemania; 9 de abril de 1986) es un árbitro serbio/alemán profesional de fútbol que dirige los partidos de la Superliga de Serbia.

## Trayectoria
En 2014, Jovanović comenzó a oficiar en la Superliga de Serbia. Su primer partido como árbitro fue el 30 de agosto de 2014 entre FK Radnički Niš y FK Donji Srem, en el que mostró una tarjeta roja a Miloš Petrović.
En 2015, fue incluido en la lista de árbitros de la FIFA. Dirigió su primer partido internacional sénior el 16 de enero de 2016 entre los Emiratos Árabes Unidos e Islandia. Jovanović también ofició el partido en la Superliga de Grecia el 17 de marzo de 2019 entre Atromitos de Atenas y AEK Atenas. En 2019, fue seleccionado como árbitro de la Copa Mundial de Fútbol Sub-17 de 2019 en Brasil.
El 30 de junio de 2019 fue el encargado de dirigir la final de la Eurocopa Sub-21 entre España y Alemania en el Stadio Friuli (Udine, Italia).

## Torneos de selecciones
Ha arbitrado en los siguientes torneos de selecciones nacionales:
- Clasificación para la Eurocopa Sub-21 de 2017
- Clasificación para el Campeonato Europeo de la UEFA Sub-19 2016
- Clasificación para la Eurocopa Sub-21 de 2017
- Clasificación para el Campeonato Europeo Sub-17 de la UEFA 2015 (Ronda Élite)
- Clasificación de UEFA para la Copa Mundial de Fútbol de 2018
- Clasificación para el Campeonato Europeo de la UEFA Sub-19 2017
- Campeonato Europeo de la UEFA Sub-19 2017
- Liga de las Naciones de la UEFA 2018-19
- Clasificación para la Eurocopa 2020
- Eurocopa Sub-21 de 2019
- Copa Mundial de Fútbol Sub-17 de 2019
- Liga de las Naciones de la UEFA 2020-21
- Clasificación de UEFA para la Copa Mundial de Fútbol de 2022

## Torneos de clubes
Ha arbitrado en los siguientes torneos de internacionales de clubes:
- Primera ronda previa de la Liga Europa de la UEFA 2015-16
- Liga Juvenil de la UEFA 2015-16
- Primera y Segunda ronda previa de la Liga Europa de la UEFA 2016-17
- Liga Juvenil de la UEFA 2016-17
- Segunda ronda previa de la Liga de Campeones de la UEFA 2017-18
- Tercera ronda previa y fase de grupos de la Liga Europa de la UEFA 2017-18
- Liga Juvenil de la UEFA 2017-18
- Liga Europa de la UEFA 2018-19
- Liga de Campeones de la UEFA 2019-20
- Liga Europa de la UEFA 2019-20
- Liga de Campeones de la UEFA 2020-21
- Liga Europa de la UEFA 2020-21